# Pomadasys striatus
Pomadasys striatus és una espècie de peix de la família dels hemúlids i de l'ordre dels perciformes.

## Morfologia
Els mascles poden assolir els 22 cm de longitud total.

## Distribució geogràfica
Es troba des de Beira (Moçambic) fins a Knysna (Sud-àfrica).